# Igreja do Colégio dos Jesuítas (Ponta Delgada)

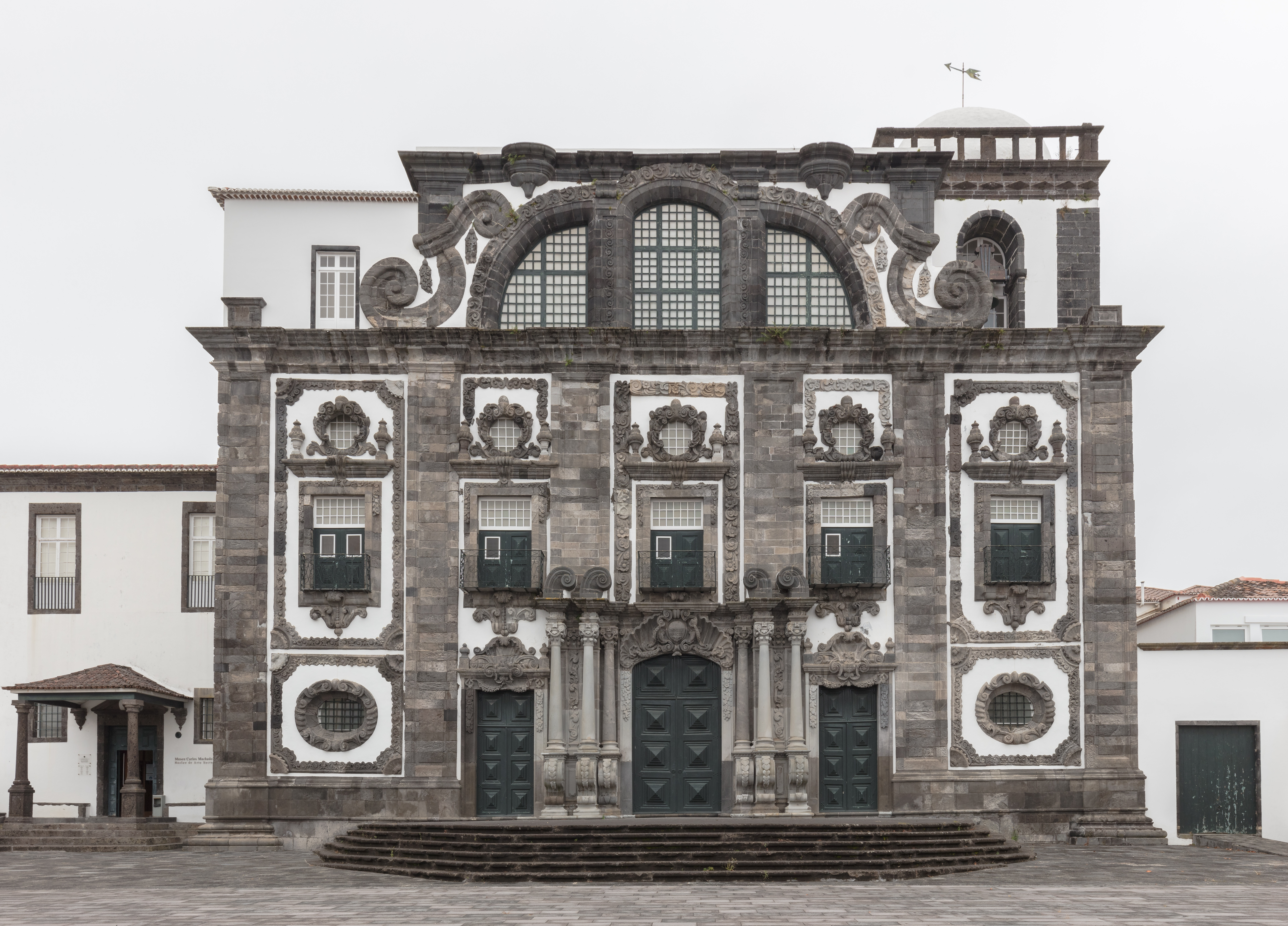
Igreja do Colégio dos Jesuítas, Ponta Delgada, Ilha de São Miguel, Açores.

A Igreja de Todos-os-Santos, melhor conhecida como Igreja do Colégio dos Jesuítas de Ponta Delgada, localiza-se no centro histórico da cidade de Ponta Delgada, na ilha de São Miguel, nos Açores.
A Igreja de Todos-os-Santos estava integrada no Colégio de Todos os Santos ou Colégio de São Miguel, criação dos Jesuítas. Este conjunto arquitetónico religioso encontra-se classificado como Imóvel de Interesse Público pelo Decreto n.º 39 175, de 17 de Abril de 1953.
Recuperada e requalificada, desde 2004 a Igreja abriga o núcleo de arte sacra do Museu Carlos Machado, no qual se destaca a pintura "A Coroação da Virgem", de Vasco Pereira Lusitano (1535-1609).

## História
O lançamento da pedra fundamental do primitivo templo, ocorreu em 1 de Novembro de 1592, dia de Todos-os-Santos pelo calendário católico então em voga, na presença do governador, Gonçalo Vaz Coutinho.
Juntamente com o templo, deu-se início ao convento anexo, pelos religiosos da Companhia de Jesus, que ali estabeleceriam o seu Colégio na cidade. Ordinariamente, residiam no convento de 10 a 16 religiosos ligados às funções docentes.
A igreja foi reconstruída na primeira metade do século XVII, quando adquiriu a atual fisionomia. Os trabalhos iniciaram-se em 1637, sendo o atual frontispício adossado ao anterior. Entre 1643 e 1646 foi instalado o novo retábulo na capela-mor. A nova fachada foi concluída em 1666.
Nesta igreja pregou o padre António Vieira, por ocasião da festa da Santa Teresa de Jesus, no dia 15 de Outubro de 1654.
Com a expulsão da Companhia do reino de Portugal, à época Pombalina, o valioso recheio da igreja foi dispersado. Era na biblioteca do Colégio que se encontravam importantes documentos da história dos Açores, como por exemplo, o acervo de Gaspar Frutuoso, inclusive o manuscrito das Saudades da Terra.

## Galeria

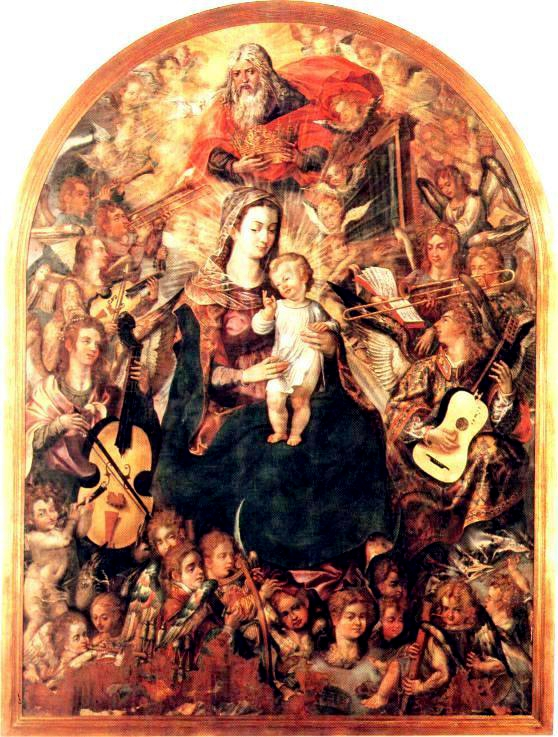
A Coroação da Virgem de Vasco Pereira Lusitano (acervo do Museu Carlos Machado).
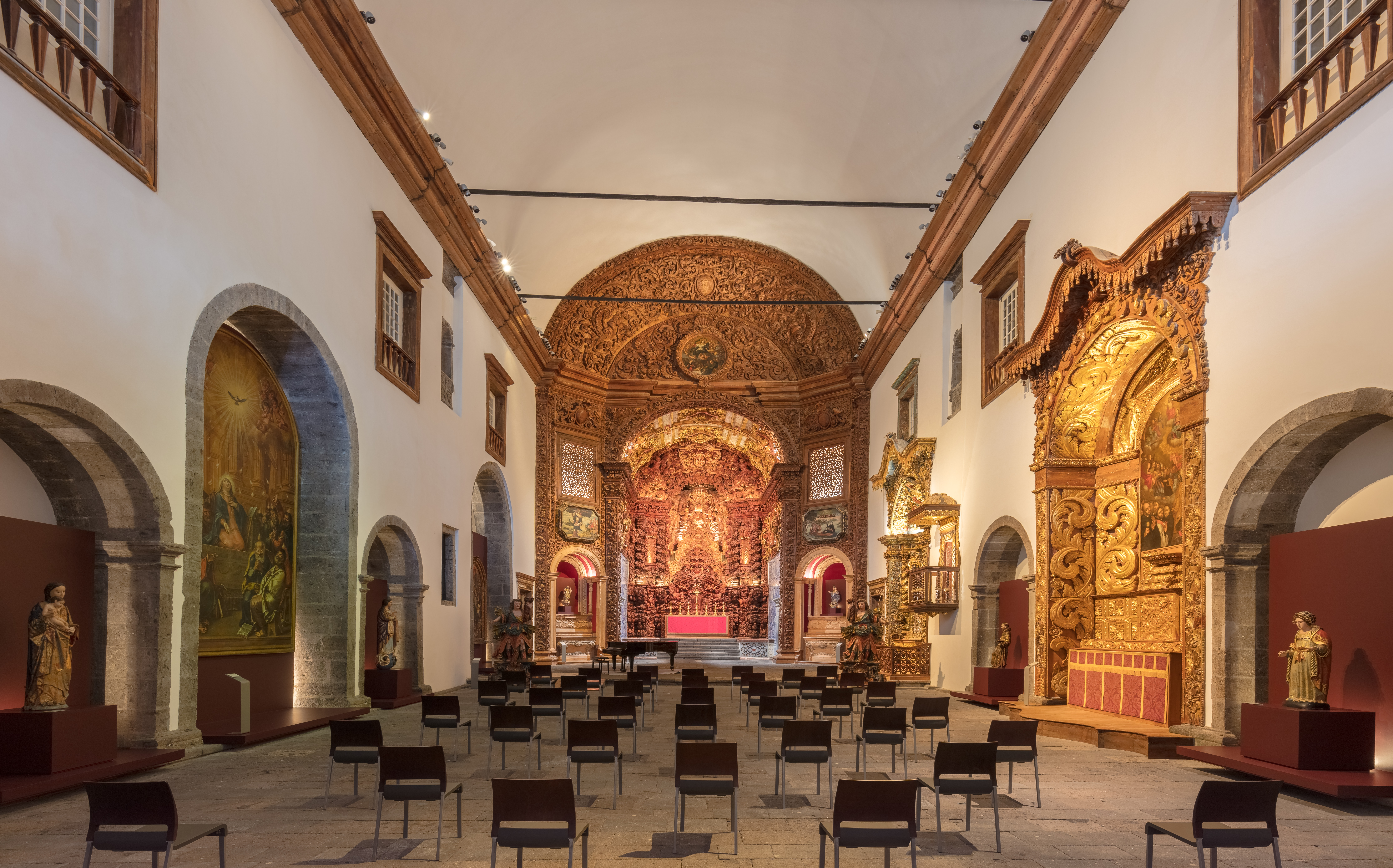
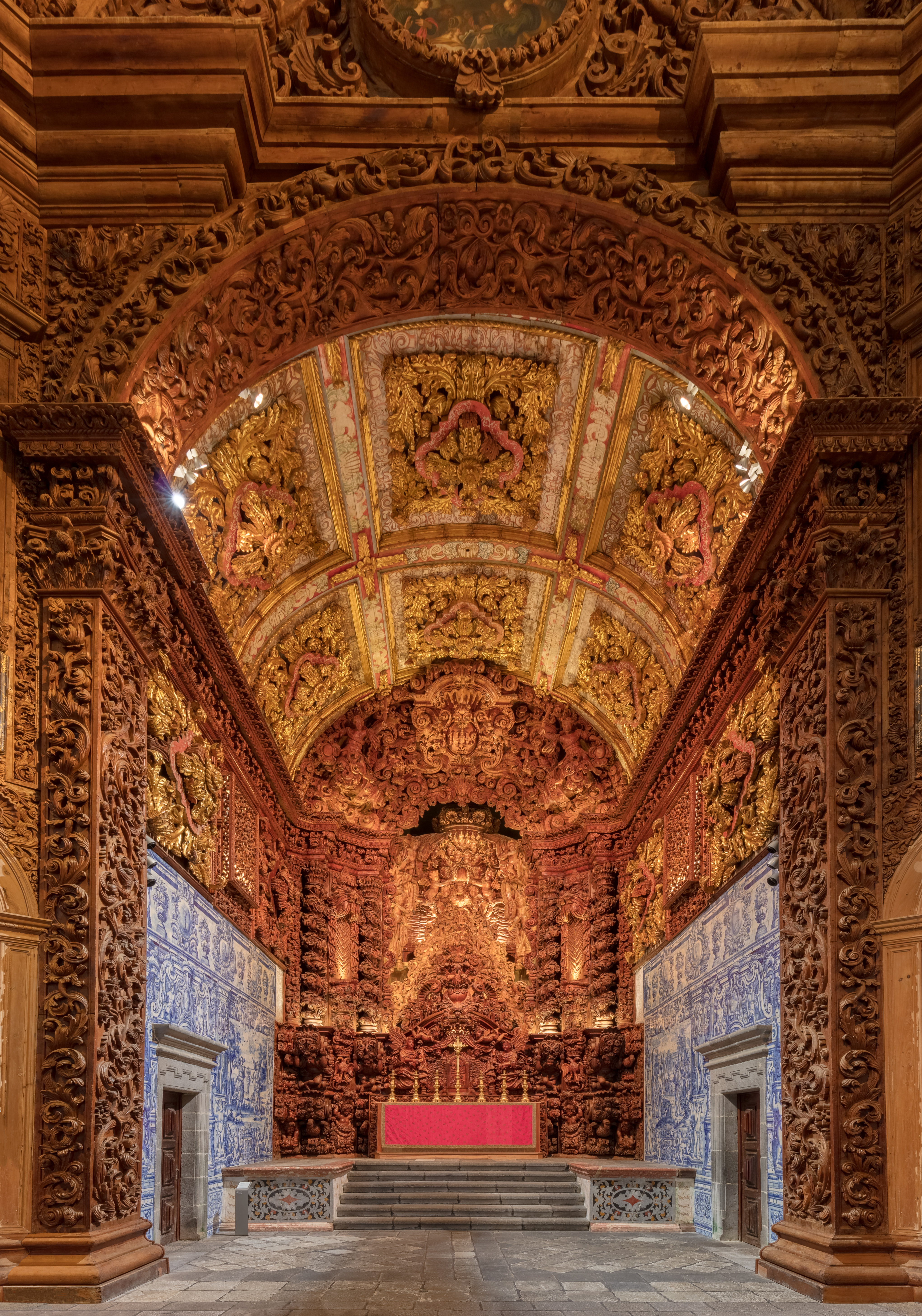
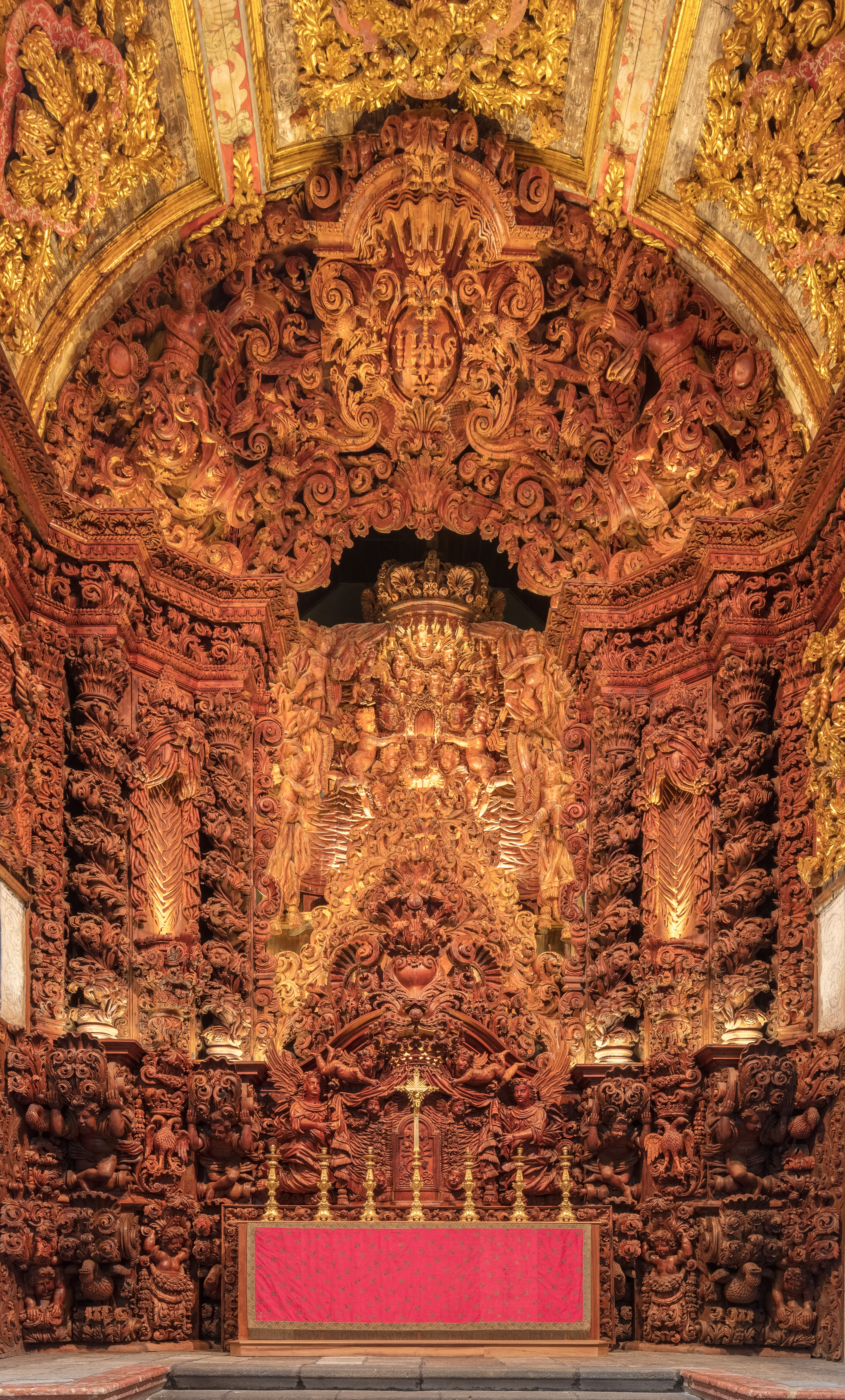
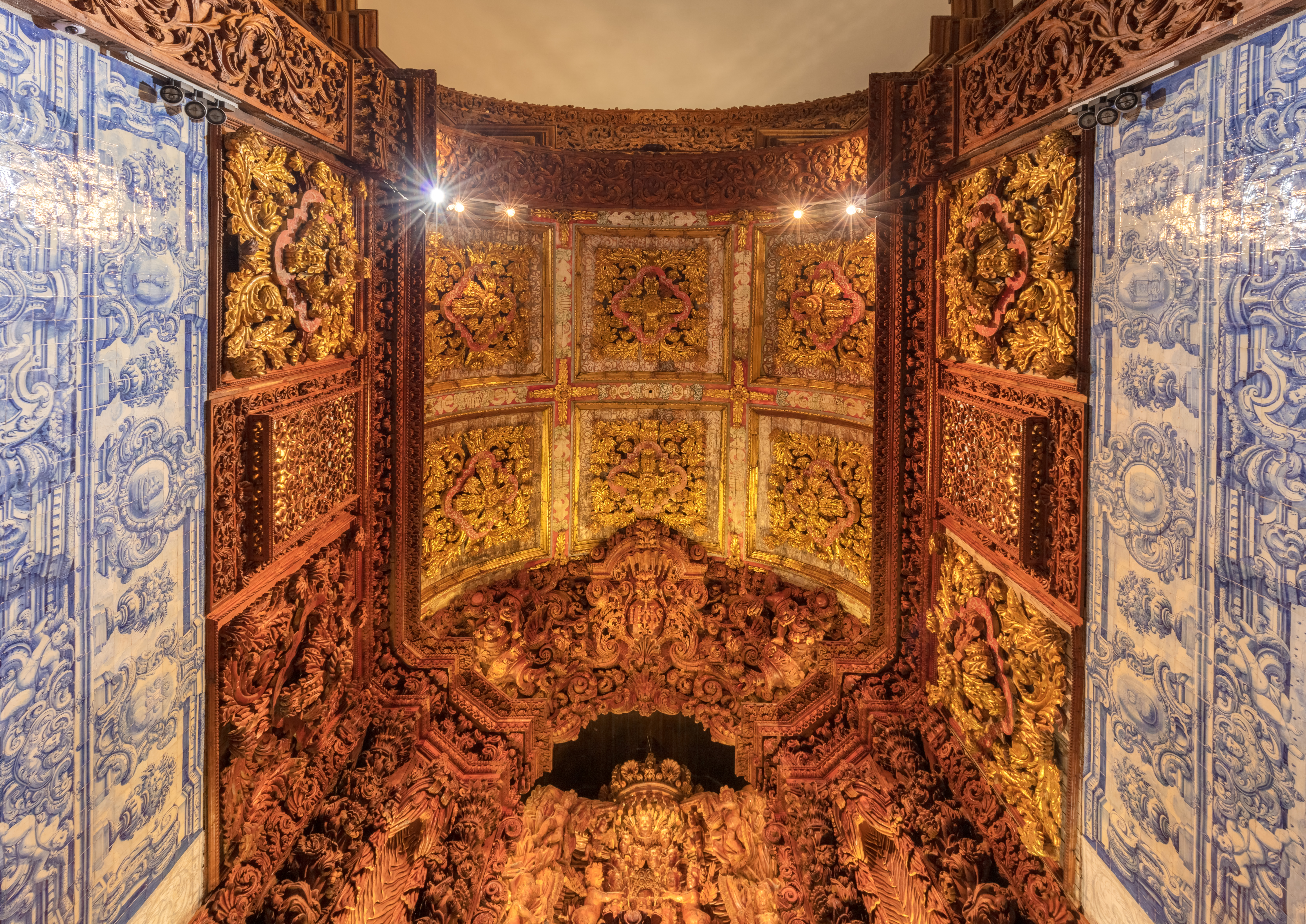
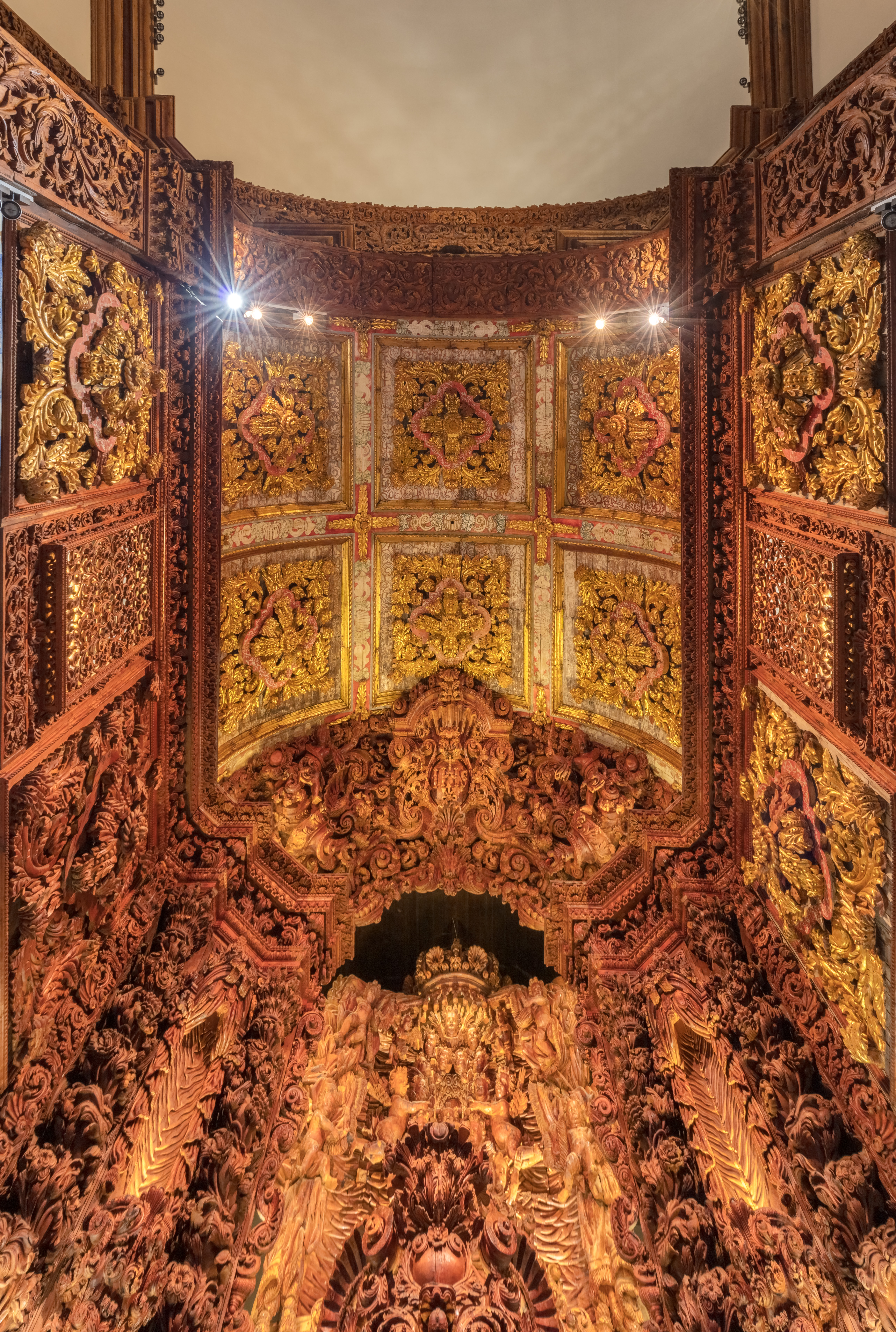
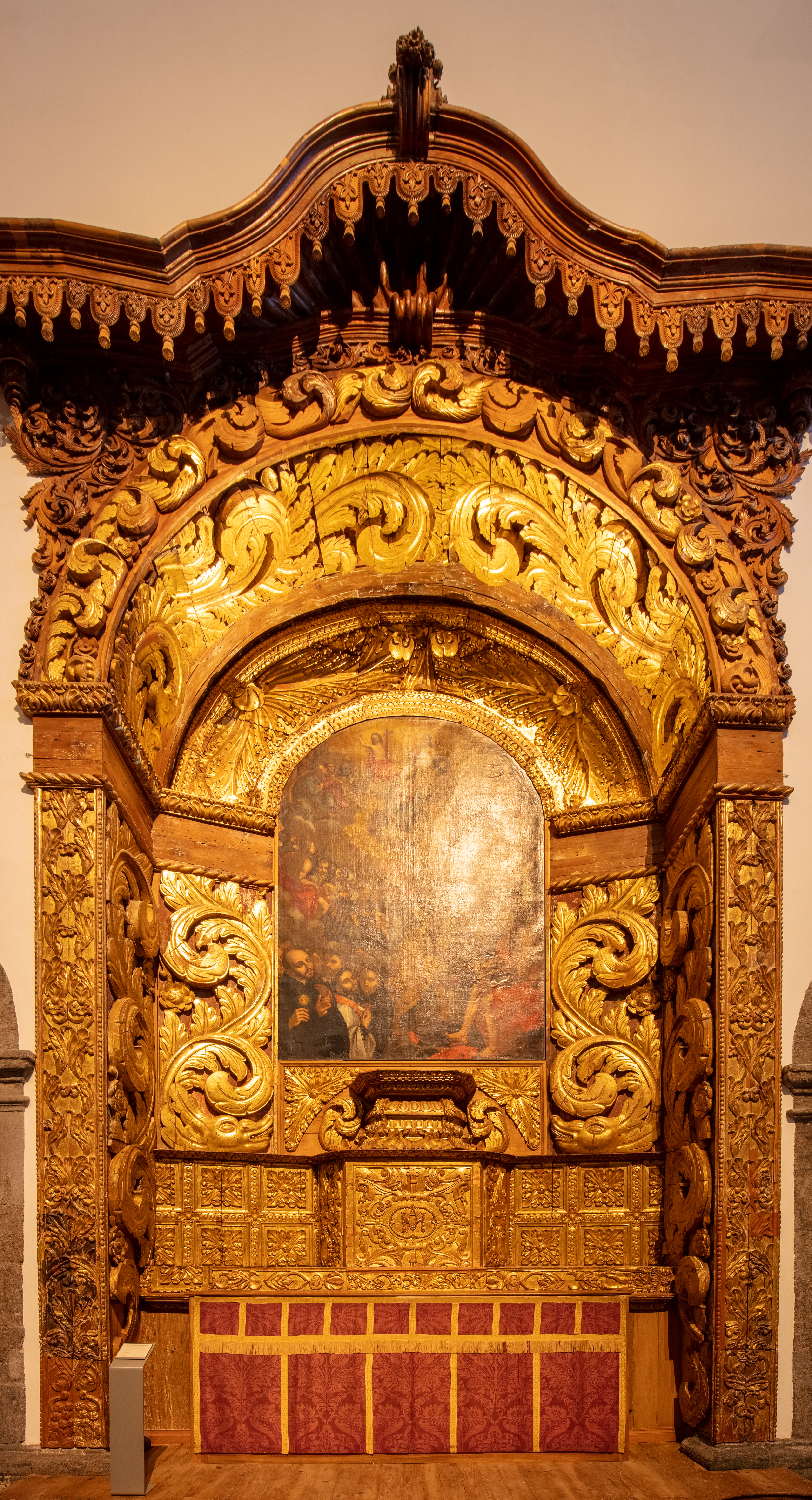